# 브로큰 소드
《브로큰 소드》(영어: Broken Sword)는 모험 게임 시리즈로, 1996년 첫 시리즈가 발매되었다.

## 시리즈
- 브로큰 소드: 기사단의 그림자 (Broken Sword: The Shadow of the Templars, 1996)
- 브로큰 소드 II: 더 스모킹 미러 (Broken Sword II: The Smoking Mirror, 1997)
- 브로큰 소드: 더 슬리핑 드래곤 (Broken Sword: The Sleeping Dragon, 2003)
- 브로큰 소드: 더 엔젤 오브 데스 (Broken Sword: The Angel of Death, 2006)
- 브로큰 소드: 더 서펀츠 커스 (Broken Sword: The Serpent's Curse, 2013)